# John B. Conaway

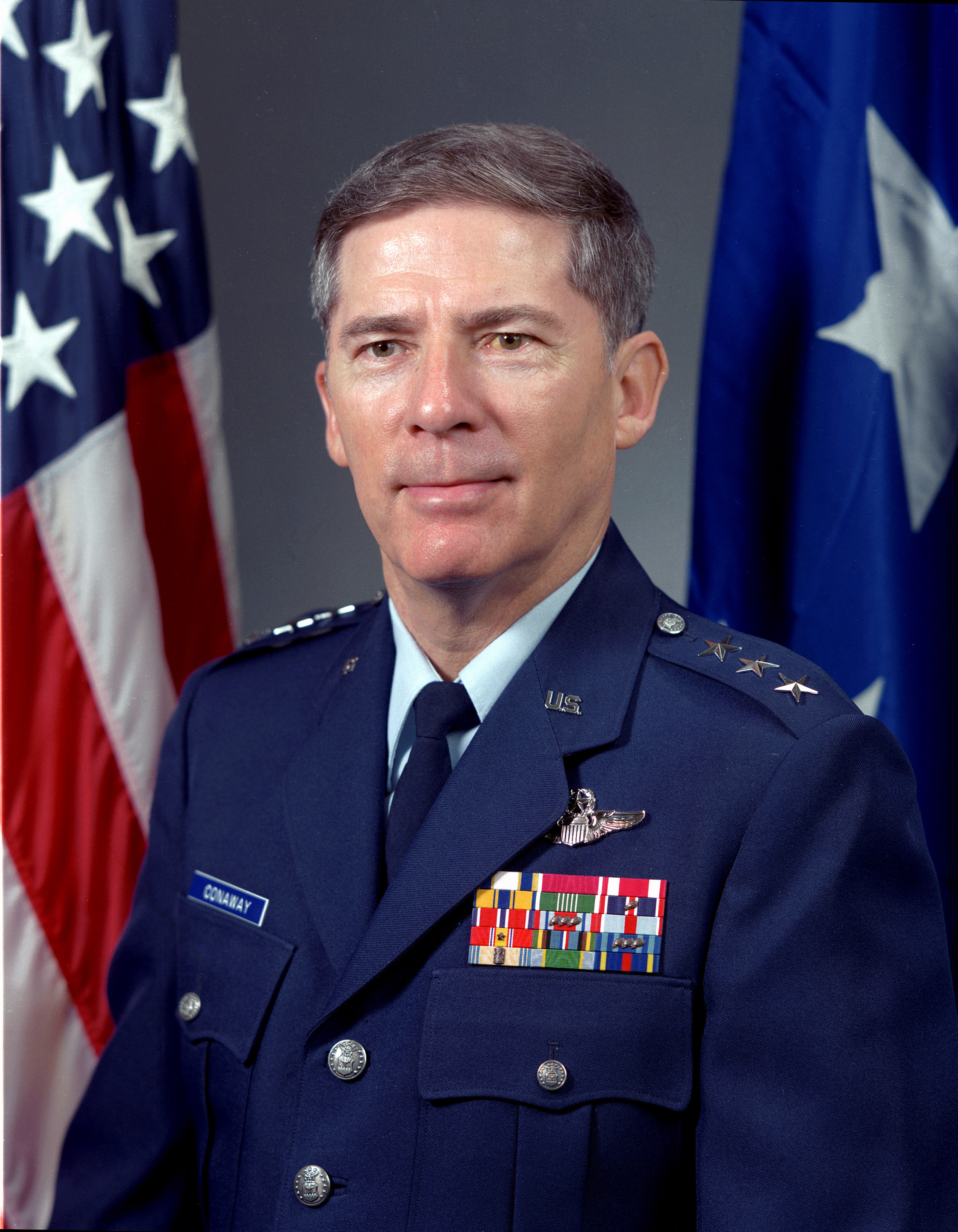
John B. Conaway

John B. Conaway (* 23. August 1934 in Henderson, Kentucky) ist ein pensionierter Generalleutnant der United States Air Force. Er war unter anderem Kommandeur des National Guard Bureau (NGB).

## Leben
Über das ROTC-Programm der University of Evansville in Indiana gelangte John Conaway im Jahr 1956 in das Offizierskorps der United States Air Force. Dort durchlief er anschließend alle Offiziersränge vom Leutnant bis zum Drei-Sterne-General.
Im Lauf seiner militärischen Karriere absolvierte er verschiedene Kurse und Schulungen. Dazu gehörten unter anderem eine Ausbildung zum Kampfpiloten und weitere Fortbildungskurse als Pilot neuer Flugzeugtypen; die U.S. Air Force Commanders Safety School, das Air Command and Staff College, die Air University Commanders School und das Industrial College of the Armed Forces. Außerdem erhielt er akademische Grade von der University of Louisville, der University of Kentucky und der Webster University.
Im Jahr 1960 wurde Conaway Pilot bei der Luftwaffe der West Virginia National Guard, im Jahr 1963 wechselte er ebenfalls als Pilot zur Kentucky National Guard. Im Jahr 1965 wurde er bei dieser Nationalgarde Flugausbilder. Ab Januar 1968 war er für einige Zeit mit Lufteinheiten seiner Nationalgarde in Alaska, Panama, Japan und Südkorea stationiert. Im Oktober 1972 erhielt er das Kommando über die Luftwaffe der Nationalgarde von Kentucky (Air commander of the Kentucky Air National Guard).
Im Dezember 1974 wurde er stellvertretender Kommandeur des 123. Aufklärungsgeschwaders (123rd Tactical Reconnaissance Wing), das aus Einheiten der Nationalgarden der Staaten Kentucky, Arkansas, Nevada und Idaho bestand. Gleichzeitig war er Leiter verschiedener Stabsabteilungen dieses Geschwaders. Im April 1977 wurde er stellvertretender Leiter der Air National Guard und im April 1981 übernahm er deren Leitung. Dieses Kommando bekleidete er bis zum Juli 1988. Dann wurde er stellvertretender Kommandeur des NGB.
Am 1. Februar 1990 übernahm Conaway nunmehr als Generalleutnant als Nachfolger von Herbert R. Temple Jr. das Kommando über das NGB. Diese Aufgabe erfüllte er bis zum 1. Dezember 1993. Anschließend schied er aus dem Militärdienst aus.
Während seiner aktiven Zeit als Militärpilot absolvierte er über 6500 Flugstunden auf verschiedenen Flugzeugtypen.
Nach seiner Pensionierung gründete und leitete er die Beraterfirma The Conaway Group. Außerdem engagierte er sich bei der National Guard Youth Foundation, deren Vorsitz er für einige Zeit innehatte. Im Jahr 2006 wurde das Gebäude des Hauptquartiers der Nationalgarde von Kentucky auf der Kentucky Air National Guard Base in Louisville zu seinen Ehren nach ihm benannt.

## Orden und Auszeichnungen
John Conaway erhielt im Lauf seiner militärischen Laufbahn unter anderem folgende Auszeichnungen:
- Defense Distinguished Service Medal
- Air Force Distinguished Service Medal
- Army Distinguished Service Medal
- Legion of Merit
- Meritorious Service Medal
- Air Force Commendation Medal
- Army Commendation Medal
- Air Force Outstanding Unit Award
- Air Force Organizational Excellence Award
- Combat Readiness Medal
- National Defense Service Medal
- Armed Forces Expeditionary Medal
- Armed Forces Reserve Medal
- Air Force Longevity Service Award